# Philharmonie moldave de Iași

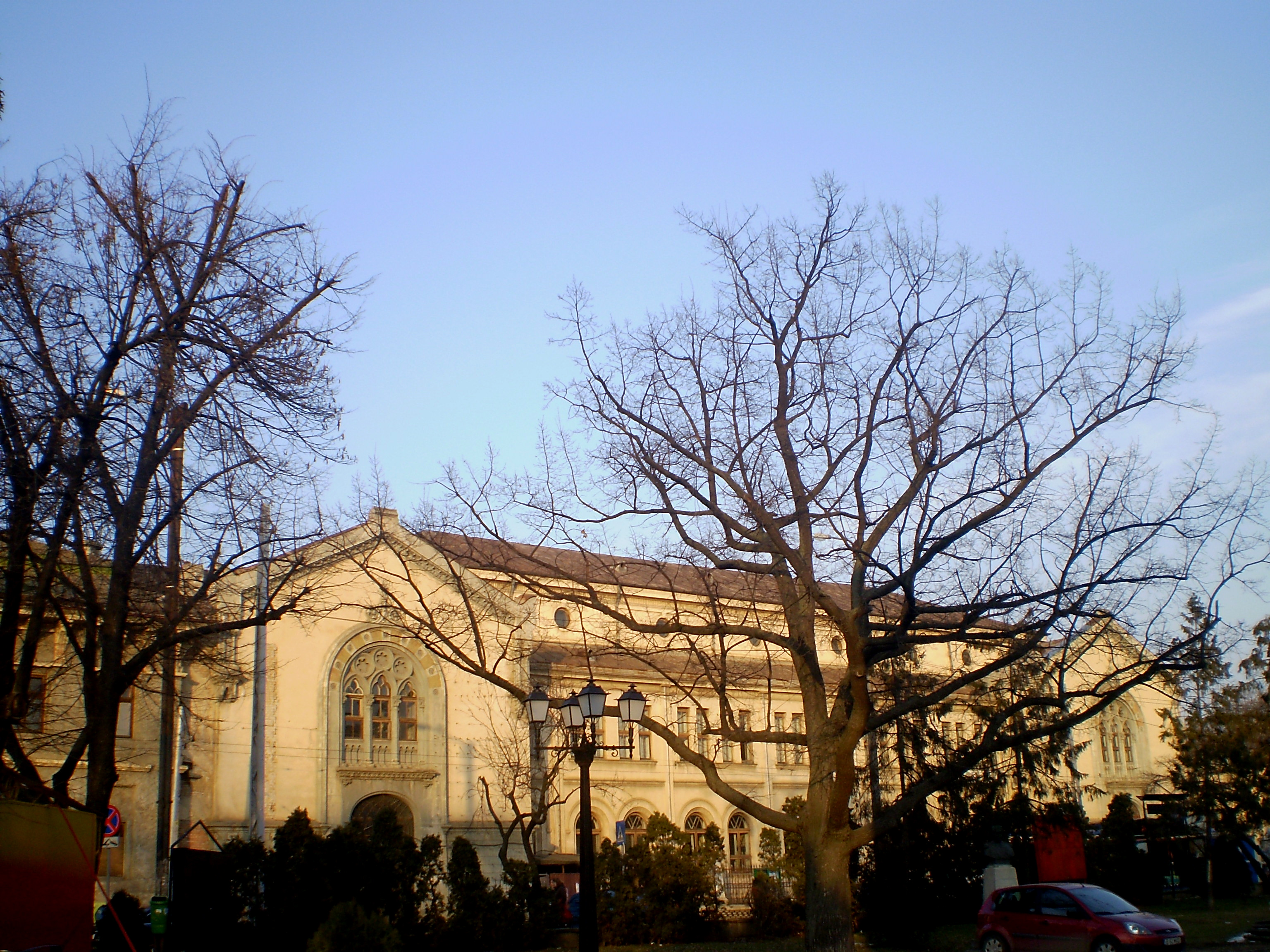
Philharmonie moldave de Iași

La Philharmonie moldave de Iași est un orchestre philharmonique roumain fondé en 1942 par Georges Enesco.

## Chefs permanents
- Georges Enesco (1942)
- Antonin Ciolan, George Pavel, Carol Nosek (1942-1944)
- Emanuel Elenescu (1945-1946)
- Achim Stoia (1948-1961)
- George Vintilá (1960-1986)
- Ion Baciu (1962-1987)
- George Costin (1988-)